# Marija Stojanowa
Marija Stojanowa z domu Georgiewa, bułg. Мария Стоянова, z d. Георгиева (ur. 19 lipca 1947) – bułgarska koszykarka, reprezentantka kraju, brązowa medalistka olimpijska (1976), dwukrotna medalistka mistrzostw Europy. 
Uczestniczyła w turnieju eliminacyjnym do igrzysk olimpijskich w Montrealu, podczas którego zdobyła dla swojej drużyny 12 punktów. W turnieju olimpijskim w Montrealu zdobyła brązowy medal olimpijski. Rozegrała pięć spotkań – przeciwko Czechosłowacji (wygrana 67:66), Stanom Zjednoczonym (przegrana 79:95), Związkowi Radzieckiemu (przegrana 68:91), Japonii (wygrana 66:63) i Kanadzie (wygrana 85:62). W trakcie turnieju zdobyła 6 punktów.
Dwukrotnie zdobyła medale mistrzostw Europy – w 1972 roku srebrny i w 1976 brązowy. Startując w klubach Lokomotiwu i Akademiku Sofia, czterokrotnie została mistrzynią Bułgarii (w latach 1967, 1975, 1976 i 1982), również czterokrotnie zdobyła Puchar Bułgarii (w latach 1968, 1970, 1971 i 1975).